# شانوف (ناحیه راکوونیک)
شانوف (به چکی: Šanov) یک منطقهٔ مسکونی در جمهوری چک است که در ناحیه راکوونیک واقع شده‌است.